# Borrador de Internet
Un borrador de Internet (I-D, del inglés Internet Draft) es un documento publicado por el Grupo de trabajo de ingeniería de Internet (IETF) que contiene especificaciones técnicas preliminares, resultados de investigaciones relacionadas con la creación de redes u otra información técnica. A menudo, los Borradores de Internet están destinados a ser documentos de trabajo en progreso para el trabajo que se publicará finalmente como una Solicitud de comentarios (RFC) que podría conducir a un Estándar de Internet. 
Se considera inapropiado confiar en los Borradores de Internet para fines de referencia. Las citas de identificación deben indicar que el borrador es un trabajo en progreso.
Se espera que un borrador de Internet se adhiera a los requisitos básicos impuestos en cualquier RFC.
Un borrador de Internet solo es válido durante seis meses, a menos que sea reemplazado por una versión actualizada. De lo contrario, un borrador caducado seguirá siendo válido mientras esté en revisión oficial por el Grupo de Dirección de Ingeniería de Internet (IESG) cuando se haya enviado una solicitud para publicarlo como un RFC. Los borradores caducados se reemplazan con una versión «lápida» y permanecen disponibles como referencia.

## Convenciones de nombres
Los Borradores de Internet producidos por los grupos de trabajo de IETF siguen la convención de nomenclatura: draft-ietf-<wg>-<name>-<version number>.txt . 
Borradores de Internet producidos por grupos de investigación de IRTF siguiendo la convención de nomenclatura: draft-irtf-<rg>-<name>-<version number>.txt . 
Borradores producidos por individuos siguiendo la convención de nomenclatura: draft-<individual>-<name>-<version number>.txt
El IAB, el Editor RFC y otras organizaciones asociadas con el IETF también pueden producir Borradores de Internet. Siguen la convención de nomenclatura: draft-<org>-<name>-<version number>.txt . 
El version number inicial se representa como 00 . La segunda versión, es decir, la primera revisión se representa como 01, y se incrementa para todas las siguientes revisiones.